# Salagúmia
Salagúmia (em latim: Salagumia), segundo a Geografia de Ananias de Siracena (século VII), foi um cantão (gavar) da província (ascar) de Alta Armênia, no Reino da Armênia.

## Nome
Salagúmia (Salagumia) é a forma latina do topônimo. Em armênio, é registrado como Xalagom (Շաղագոմք, Šałagomkʼ), Xalgom (Շաղգոմք, Šałgomkʼ), Xalogom (Շաղոգոմք, Šałogomkʼ), Xalgom (Շաղգոմք, Šałgomkʼ) e Xatalagom (hy, Šatałagomkʼ). Seu nome tem uma origem não armênia e pode estar associado aos salas dos registros do Império Neoassírio. O sufixo -gom, por sua vez, pode estar associado à palavra armênia gom, "estável".

## História
Salagúmia compreendia uma área de 500 quilômetros quadrados no curso superior do rio Sarsama (atual rio Sergueme), um afluente norte do Eufrates. É possível que fizesse parte dos domínios régios da dinastia arsácida na Alta Armênia com Carenitis. No tempo da Paz de Acilisena de 387, foi um dos territórios mantidos no "reino" deixado sob controle de Ársaces III (r. 378–390). Com a eventual dissolução do reino de Ársaces III em 390, em decorrência de seu falecimento, Salagúmia foi incluída na província da Armênia Interior. Em 528, com a reorganização das províncias armênias do Império Bizantino sob Justiniano I (r. 527–565), fez parte da Armênia Magna até sua eventual transferência, em 536, à Armênia Prima, que compreendia toda a Armênia Interior e antigos territórios da Armênia Prima original. Essa província manteria tal nome até o final do reinado de Heráclio (r. 610–641).